# Quartz Mountain
Quartz Mountain az Amerikai Egyesült Államok északnyugati részén, Oregon állam Lake megyéjében, az Oregon Route 140 mentén elhelyezkedő önkormányzat nélküli település.
A település és az azonos nevű hegy nevüket a közeli kvarclelőhelyről kapták. Az 1930 és 1943 között működő posta vezetője Vera A. Real volt.

## Fordítás
- Ez a szócikk részben vagy egészben  a   Quartz Mountain című angol Wikipédia-szócikk ezen változatának fordításán alapul.  Az eredeti cikk szerkesztőit annak laptörténete sorolja fel. Ez a jelzés csupán a megfogalmazás eredetét és a szerzői jogokat jelzi, nem szolgál a cikkben szereplő információk forrásmegjelöléseként.